# Grande sonate de Paganini
La Grande sonate en la majeur M.S. 3, de Niccolò Paganini, est une sonate en trois mouvements écrit à la base pour guitare et violon, puis arrangé pour guitare seule.

## Structure
1. Allegro risoluto (environ presque 10 minutes)
2. Romanze (environ 4 minutes 30)
3. Andantino variato (environ plus de 7 minutes 30)

- Durée d'exécution : environ 22 minutes.

## Caractéristiques
La grande sonate est une pièce assez difficile, surtout dans le dernier mouvement ; de plus elle est très « technique ». Comme dans une sonate classique, le premier et troisième mouvements sont assez vifs et rapides, alors que le second est plus lent.